# زمین‌لرزه ۲۰۱۰ الجزایر
زمین‌لرزه الجزایر  در تاریخ ۱۴ مه ۲۰۱۰ میلادی، برابر با ‎۲۴ اردیبهشت ۱۳۸۹، ساعت ۱۲:۲۹:۲۲٫۳ به زمان یوتی‌سی در الجزایر ، منطقه استان بویره رخ داد.ژرفای این زلزله ۲٫۰ کیلومتر بود. بزرگی آن ۵٫۱ در مقیاس Mw بدست آمده‌است.
پروژهٔ جهانی تنسور گشتاور مرکزوار پارامتر زمان مرکزوار زمین‌لرزه را با اختلاف ۳٫۲ ثانیه نسبت به زمان رخداد اشاره شده در بالا و مختصات مرکزوار را در ۳۵°۵۴′شمالی ۴°۰۸′شرقی / ۳۵٫۹۰°شمالی ۴٫۱۴°شرقی محاسبه کرد و همچنین، ژرفا در ۱۲٫۰ کیلومتر ثابت شده‌است. در این محاسبات زاویه‌های (راستا، شیب، ریک) گسل سازندهٔ زمین‌لرزه و صفحه عمود بر آن برابر با (°۱۷۴، °۷۷، ° ۵) یا (° ۸۳، °۸۵، ° ۱۶۷) حاصل شده‌است.